# Christopher Fox
Christopher Francis Fox (né le 27 septembre 1957) est un homme politique libéral démocrate britannique. Il est nommé pair à vie en tant que baron Fox, de Leominster dans le comté de Herefordshire, le 11 septembre 2014.

## Biographie
Il est diplômé d'un BSc en chimie de l'Imperial College de Londres et est président de l'Union des étudiants de l'Imperial College.
En juin 2017, il est nommé porte-parole des Lords libéraux démocrates pour les affaires, l'énergie et la stratégie industrielle à la Chambre des lords. À partir de juin 2015, il est membre du comité scientifique et technologique des Lords, en juillet 2019, il est membre du comité des affaires économiques,.